# Darcy Murphy
Darcy Murphy (ur. 24 sierpnia 1992 w Belleville) – kanadyjski hokeista.

## Kariera
- Quinte Red Devils U18 AAA (2008/2009)
- Trenton Golden Hawks (2009–2010)
- Picton Pirates (2010)
- Wellington Dukes (2010–2012)
- Colgate Raiders (2012–2016)
- Elmira Jackals (2016)
- Tulsa Oilers (2016–2017)
  -  Manitoba Moose (2016)
- Belfast Giants (2017–2019)
- Lausitzer Füchse (2019–2020)
- HC Thurgau (2020)
- Cracovia (2020–2021)
- Belfast Giants (2021-)

W młodości grał w kanadyjskich juniorskich rozgrywkach Ontario Junior Hockey League (OJHL), a następnie od 2012 w amerykańskiej lidze akademickiej NCAA w barwach zespołu z Colgate University w Hamilton. Pod koniec czwartego sezonu w jego barwach, w marcu 2016 został zawodnikiem Elmira Jackals w lidze ECHL. W sezonie 2016/2017 grał w innej drużynie z tej ligi, Tulsa Oilers. Na przełomie października i listopada 2016 grał w Manitoba Moos w AHL. W połowie 2017 został zawodnikiem północnoirlandzkiego klubu Belfast Giants, występującego w brytyjskich rozgrywkach EIHL. W kwietniu 2018 przedłużył kontrakt tamże. W czerwcu 2019 podpisał kontrakt z niemieckim klubem Lausitzer Füchse w lidze DEL2. W czerwcu 2020 został graczem szwajcarskiej drużyny HC Thurgau z drugiego poziomu rozgrywkowego Swiss League. Na początku 2021 ogłoszono jego transfer do Cracovii w rozgrywkach Polskiej Hokej Ligi. W swoim pierwszym meczu 5 stycznia 2021 zdobył gola i zaliczył dwie asysty. W połowie 2021 ponownie został zawodnikiem klubu z Belfastu.

## Sukcesy
Klubowe
- Złoty medal OJHL: 2011 z Wellington Dukes
- Mistrzostwo Wielkiej Brytanii / EIHL: 2019 (sezon regularny) z Belfast Giants
- Challenge Cup: 2018, 2019 z Belfast Giants
- Drugie miejsce w Pucharze Kontynentalnym: 2019 z Belfast Giants
- Srebrny medal mistrzostw Polski: 2021 z Cracovią

Indywidualne
- OJHL (2011/2012):
  - Pierwsze miejsce w klasyfikacji strzelców w sezonie zasadniczym: 52 gole
  - Drugie miejsce w klasyfikacji kanadyjskiej w sezonie zasadniczym: 86 punktów
  - Pierwszy skład gwiazd
  - Nagroda dla zawodnika czyniącego największy postęp
- NCAA ECAC (2014/2015):
  - Skład gwiazd turnieju
- Puchar Kontynentalny 2018/2019#Superfinał:
  - Pierwsze miejsce w klasyfikacji strzelców turnieju: 3 gole (ex aequo)[16]
  - Czwarte miejsce w klasyfikacji kanadyjskiej turnieju: 4 punkty[17]
  - Najlepszy napastnik turnieju[18]
- EIHL (2018/2019):
  - Pierwsze miejsce w klasyfikacji strzelców w sezonie zasadniczym: 38 goli[19]
  - Drugie miejsce w klasyfikacji kanadyjskiej w sezonie zasadniczym: 77 punktów[20]
  - Pierwszy skład gwiazd sezonu
  - Najlepszy napastnik sezonu[21]